# 日本国憲法第48条
日本国憲法第48条（にほんこく（にっぽんこく）けんぽうだい48じょう）は、日本国憲法の第4章「国会」にある条文で、両議院議員の兼職の禁止について規定している。

## 条文
日本国憲法、e-Gov法令検索。

第四十八条何人も、同時に両議院の議員たることはできない。

## 沿革

### 大日本帝国憲法
東京法律研究会 p.9

第三十六條何人モ同時ニ兩議院ノ議員タルコトヲ得ス

### GHQ草案
なし

### 憲法改正草案要綱
「憲法改正草案要綱」、国立国会図書館「日本国憲法の誕生」。

第四十三何人ト雖モ同時ニ両議院ノ議員タルコトヲ得ザルコト

### 憲法改正草案
「憲法改正草案」、国立国会図書館「日本国憲法の誕生」。

第四十四条何人も、同時に両議院の議員たることはできない。

## 解説
衆議院議員が参議院議員選挙に、参議院議員が衆議院議員選挙にそれぞれ立候補した場合は、立候補の届出日をもって当該職を辞職したものとみなされる（公職選挙法第89条・第90条）。また、衆議院議員選挙と参議院議員選挙で同時に重複立候補することを禁止している（公職選挙法第87条）。